# Astragalus surchobi
Astragalus surchobi är en ärtväxtart som beskrevs av Nikolai Fedorovich Gontscharow. Astragalus surchobi ingår i släktet vedlar, och familjen ärtväxter. Inga underarter finns listade i Catalogue of Life.